# Henrik Jønsson
Henrik Jønsson (* 13. Mai 1967 in Aarhus) ist ein ehemaliger dänischer Basketballspieler.

## Werdegang
Als dänischer Nationalspieler nahm Jønsson an fünf A-Länderspielen teil, kam unter anderem in der Europameisterschaftsqualifikation zum Einsatz.
Der 1,85 Meter große Aufbauspieler wechselte 1995 von Viby zu Skovbakken (später Bakken Bears). Mit der Mannschaft gewann er 1997, 1999, 2000 und 2001 jeweils den dänischen Meistertitel. 2002 verließ er Bakken, Jønsson setzte seine Laufbahn in Norwegen bei den Kristiansand Pirates fort. In der Saison 2007/08 spielte er noch für Randers Cimbria in der dänischen Liga.
2009 kehrte er zu den Bakken Bears zurück und wurde dort als Assistenztrainer von Mads Sigersted tätig.